# Chlorophytum longiscapum
Chlorophytum longiscapum är en sparrisväxtart som beskrevs av Carl Lebrecht Udo Dammer. Chlorophytum longiscapum ingår i släktet ampelliljor, och familjen sparrisväxter. Inga underarter finns listade i Catalogue of Life.